# Anuario astronómico
El anuario astronómico es una publicación normalmente anual que contiene tablas de datos con las posiciones del Sol, Luna, planetas o satélites de los planetas para cada día del año. 
Reseña los principales fenómenos astronómicos del año como: las fases de la Luna, eclipses de Sol y Luna, ocultaciones de estrellas por la Luna, planetas y asteroides. Elementos orbitales de los cometas periódicos y de los mayores asteroides.
Horas de salida (orto) y puesta (ocaso) del Sol y de la Luna y tablas para saberlo en otras localidades.
También contiene listas de las estrellas más brillantes, galaxia brillantes, cúmulos estelares, fuentes de rayos X, estrellas variables, quasars, pulsares etc.
Muestra muchas tablas de interés como tiempo sidéreo, la ecuación de tiempo etc.
En España las más conocidas son el “Anuario del Observatorio Astronómico de Madrid” publicado de forma ininterrumpida desde el año 1860 (salvo entre los años 1881 a 1906) por el Observatorio Astronómico Nacional, año en que tomó el relevo a la editada por la Universidad de Salamanca, y las “Efemérides Astronómicas” publicadas por el Real Instituto y Observatorio de la Armada en San Fernando (Cádiz). 
Esta última publicación apareció en el año 1791, siendo editada de forma ininterrumpida con el nombre de “Almanaque Náutico” hasta el año 1961 en que cambió su nombre por el actual, correspondiendo la edición del año 2002 a la número 212.